# 정종섭
정종섭(鄭宗燮, 1957년 6월 16일 ~ )은 대한민국의 법학자, 정치인이다. 보수성향의 헌법학자로 알려져 있고 대한민국의 박근혜정부 시기 행정자치부 장관이기도 하다.

## 학술 활동
허영에게 '동화적 통합이론'을 배우고, 여기에 '비판법학'과 '법사회학' 등을 가미해 헌법을 연구했다. 국회에 '헌법연구위원회'를 설치하여 개헌 문제를 논의할 필요성을 제기했다.
또한, 학계에선 처음으로 참여 민주주의를 주창하고, 책임 총리제, 청와대 국정상황실 설치, 특별검사제 등 국정 개혁 관련 제안을 했고 이 중 상당수가 실제로 실현됐다.

## 학력
- 안강제일국민학교 졸업
- 경주중학교 졸업
- 경북고등학교 졸업
- 서울대학교 법과대학 졸업(법학사)
- 경희대학교 대학원 법학과 석사과정 졸업, 법학석사(학위논문명 - 헌법의 정당성에 관한 연구 : C.Schmitt 이론에 대한 비판을 중심으로)
- 연세대학교 대학원 법학과 박사과정 졸업, 법학박사(학위논문명 : 대의제에 관한 비판적 연구)

## 경력
- 1982년 9월: 제24회 사법시험 합격(사법연수원 14기 수료)
- 1989년 9월 ~ 1995년 3월: 헌법재판소 헌법연구관
- 1992년 3월 ~ 1999년 8월: 건국대학교 법과대학 교수
- 1999년 9월 ~ 2016년 2월: 서울대학교 법과대학 및 법학대학원 교수
- 2010년 5월 ~ 2012년 5월: 제25대 서울대학교 법과대학 학장, 동 법학대학원 원장, 제3대 법학전문대학원협의회 이사장
- 2013년 2월: 새누리당 공직자후보추천위원회 부위원장
- 2013년 1월 ~ 2013년 6월: 국회 정치쇄신자문위원회 위원장
- 2013년 2월: 한국법학교수회 부회장
- 2013년 4월 ~ 2014년 4월: 대검찰청 검찰개혁심의위원회 위원장
- 2013년 7월: 민주평화통일자문회의 기획법제분과위원회 위원장
- 2014년 1월 ~ 2014년 6월 제20대 한국헌법학회 회장
- 2014년 7월 ~ 2014년 11월: 제3대 안전행정부 장관
- 2014년 11월 ~ 2016년 1월 12일: 초대 행정자치부 장관[6]
- 2015년 9월 ~ 2016년 1월: 제2기 지방자치발전위원회 부위원장
- 2016년 4월 13일: 대한민국 제20대 국회의원 선거 당선(대구 동구 갑, 새누리당, 초선)
- 2016년 5월 ~ 2020년 5월: 제20대 국회의원(대구 동구 갑, 새누리당→자유한국당→미래통합당, 초선)
  - 2016년 6월 ~ 2018년 5월: 제20대 국회 전반기 국토교통위원회 위원
  - 2017년 1월 ~ 2017년 12월: 제20대 국회 전반기 헌법개정특별위원회 간사
  - 2018년 1월 ~ 2018년 6월: 제20대 국회 전반기 헌법개정 및 정책개혁 특별위원회 위원
  - 2018년 7월 ~ 2019년 5월: 제20대 국회 후반기 예산결산특별위원회 위원
  - 2018년 7월 ~ 2020년 5월: 제20대 국회 후반기 국방위원회 위원
  - 2018년 10월 ~ 2019년 8월: 제20대 국회 후반기 사법개혁특별위원회 위원
  - 2019년 7월 ~ 2019년 8월: 제20대 국회 후반기 예산결산특별위원회 위원
  - 2019년 8월 ~ 2020년 5월: 제20대 국회 후반기 예산결산특별위원회 위원
- 2016년 9월: 여의도연구원 부원장
- 2016년 9월 ~ 2017년 2월: 새누리당 대구광역시당 동구 갑 당원협의회 위원장
- 2017년 1월 ~ 2017년 3월: 여의도연구원 원장(권한대행)
- 2017년 2월 ~ 2018년 9월: 자유한국당 대구광역시당 동구 갑 당원협의회 운영위원장
- 2017년 7월 ~ 2017년 11월: 자유한국당 인재영입위원장
- 2018년 5월 23일 ~ 2018년 6월 13일: 제7회 전국동시지방선거 자유한국당 대구광역시당 공동선거대책위원회 정책본부 본부장
- 2019년 3월 : 자유한국당 중앙연수원장
- 2019년 9월 ~ 2020년 2월: 자유한국당 대구광역시당 위원장
- 2020년 2월 ~ 2020년 7월 : 미래통합당 우한 폐렴 대책 태스크포스 위원
- 2020년 2월 ~ 2020년 7월 : 미래통합당 대구광역시당 위원장
- 2021년 3월 ~ : 한국국학진흥원 원장
- 2021년 7월 ~ : 대구가톨릭대학교 석좌교수
- 사단법인 세계신지식인협회 고문
- 2023년 5월 ~ : 재단법인 백선엽장군기념재단 자문위원

## 주요 정책

### 국민이 주인이 되는 정부 3.0
- 대국민 공공서비스 혁신, 출생에서 사망까지 생애주기별로 각 개인에게 필요한 서비스를 정부가 먼저 알려주는 정책 추진[7]
- 여권, 국제운전면허증 원스톱 발급 전국확산, 건강, 세금 등 생활정보 21종을 민원24에서 통합제공
- 정책발굴, 설계부터 평가까지 전 과정에서 국민참여 확대
- OECD 오픈데이터 평가 세계 1위로 데이터 강국 진입('15.7.6)
- 정부3.0 체험마당 개최, 4만명의 국민과 29개국 외교사절단 방문(15.4.30)[8]

### 정부 운영 혁신
- 정부혁신,기능과 구조가 비슷한 정부 조직을 통폐합하고 지자체 조직을 현장 중심으로 개편, 중앙정부와 지방조직과 지방 공기업 그리고 각종 위원회 포함
- 행정기관위원회 대폭 정비, 운영 내실화(폐지 48, 통합 45, 운영개선 106))[9]
- 지역 일자리 복지 원스톱 서비스 고용복지+센터 전국 확산, 복지관련 신고, 조사, 보상 원스톱 서비스 복지보조금부정신고센터 설치

### 지방 자치 발전
- 공동체 중심 생활자치 구현, 시흥, 원주, 군포 책임읍면동 개청
- 지방자치혁신, 지방자치 20년을 맞아서 지방자치 혁신단 도입
- DMZ(비무장지대, Demilitarized Zone) 내에 있는 유일한 민간인 거주지역인 대한민국 경기도 파주시 대성동 마을을 30여년 만에 환경개선[10]

### 경제의 골든 타임을 살리는 지방규제 혁신
- 규제개혁 끝장토론회, 규제혁신 대토론회 등 주민 체감형 규제혁파
- 기능을 상실한 옛 동해고속도로 구역해제, 동해북부선 철도부지 폐지, 동해안 군 경계철책 철거 등 60년 동안 해결되지 못하던 강원도 동해안 규제 3종세트 개혁 추진[11]

### 지방 재정 개혁
- 지방교부세를 산정할 때는 늘어나는 복지수요를 반영, 재정정보 공개시스템을 구축해 재정정보 공개를 확대[12]
- 지방공기업 경영혁신, 지방공기업 부채 12년만에 첫 감소[13]
- 지방재정의 정보를 하나의 시스템에서 쉽게 볼 수 있도록 공개[14]

## 논란

### 군 복무 중 대학원 재학
정종섭은 1985년에 군법무관으로 입대해 1989년에 제대하였다. 그동안 대학원을 다니며 박사과정을 수료했고, 제대 후 5개월 뒤 연세대학교 주간대학원을 다녀 박사학위를 받았다. 이때 군 복무 지역인 강원도 화천과 경기도 용인을 이탈했다는 의혹이 있었으나, 정종섭은 청문회 과정에서 지휘관의 영회 출입 허가를 얻어 다녔으며, 박사과정은 연구발표 방식으로 이루어짐에 따라 직무를 소홀히한 점은 없다고 밝혔다.

### 논문 중복 게재
정종섭이 일본의 SCI급 학술지에 두 편의 논문을 게재했는데, 논문의 제일 앞부분에 자료라고 되어있었고, 이 논문을 1년 뒤 국내 학술지에 똑같이 게재하여 이중게재라는 논란이 있었으나, 청문회 과정에서 해당 논문은 한․일 공동 프로젝트로 연구·발표된 것으로 하나의 논문이 한국과 일본에서 각각의 언어로 게재된 것으로 글의 서두에 한․일 공동프로젝트로 작성된 것이라고 밝혔다.

### 박근혜를 십자가를 진 예수에 비유
박근혜는 십자가를 진 예수 같다는 발언을 하기도 하였다.

### 강남 3구에 다주택 보유
자신의 지역구와 무관한 서울 서초구에 4채의 집을 보유하였다.

## 역대 선거 결과
| 실시년도 | 선거   | 대수 | 직책     | 선거구       | 정당     | 득표수    | 득표율          | 순위 | 당락 | 비고 |
| -------- | ------ | ---- | -------- | ------------ | -------- | --------- | --------------- | ---- | ---- | ---- |
| 2016년   | 총선   | 20대 | 국회의원 | 대구 동구 갑 | 새누리당 | 36,017 표 | \| \| 49.06% \| | 1위  |      | 초선 |
|          | 49.06% |      |          |              |          |           |                 |      |      |      |

## 같이 보기
- 동구 갑 (2004년 대구 선거구)
- 대구 동구의 국회의원
- 대한민국의 행정안전부 장관

## 주요 저서
- 《헌법연구》(1~5), 박영사
- 《대한민국 헌법을 읽자!》, 일빛, 2002
- 《정종섭 교수와 함께 보는 대한민국 헌법》, 조태호 역, 2004
- 《대한민국 헌법 The Constitution of Korea》, 금붕어, 2007
- 《헌법소송법》, 박영사, 2006
- 《헌법학원론》, 박영사, 2006
- 《판례 헌법소송법》, 박영사, 2003
- 《객관식헌법-2006》, 네오시스
- 《헌법재판연구 1》, 박영사
- 《한국헌법사문류》, 박영사(양영각)
- 《한국의 사법제도와 발전모델》(아산재단연구총서 제50집), 집문당, 1998